# Zdenka Schelingová

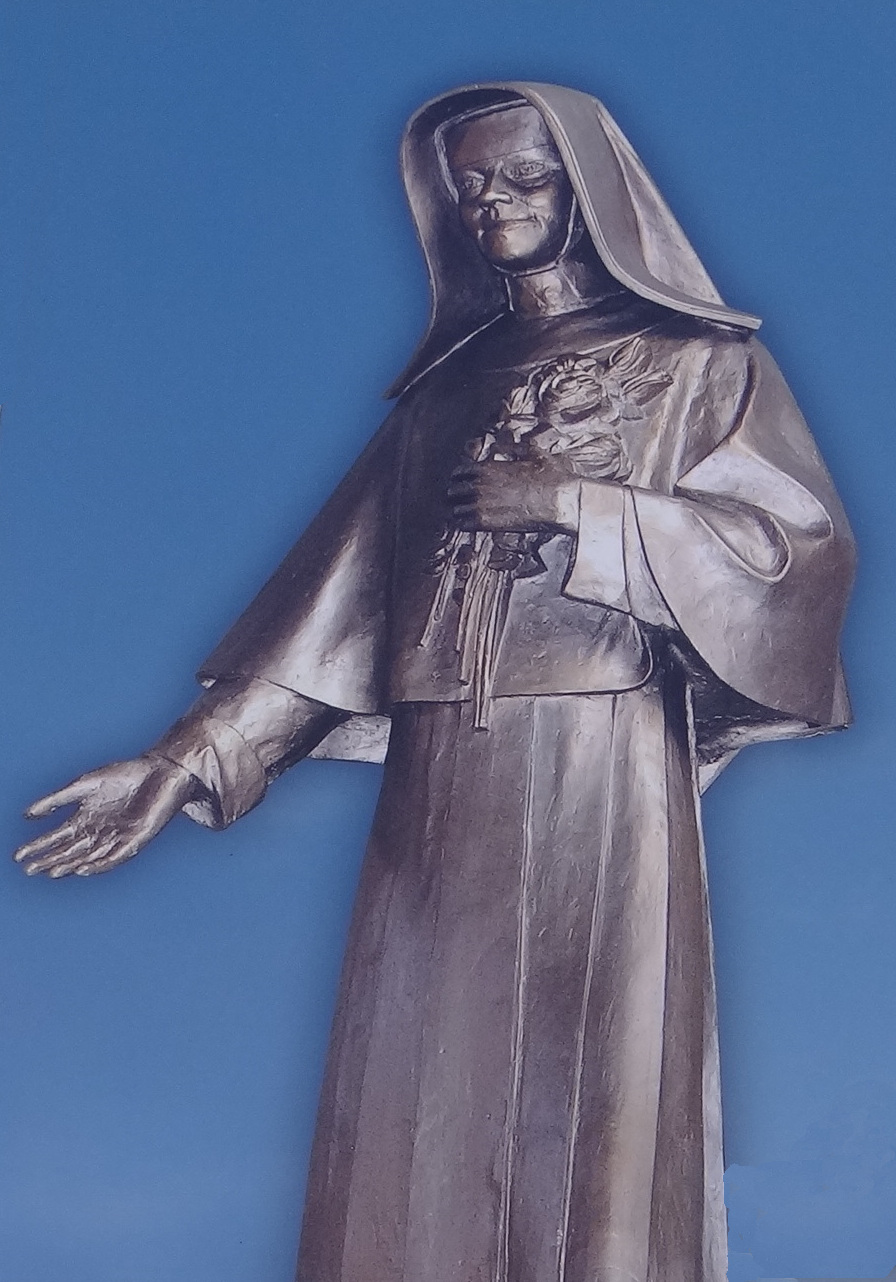
Statue der seligen Zdenka Schelingová in der Pfarrkirche von Krivá

Die selige Zdenka Schelingová, geborene Cecília Schelingová, (* 24. Dezember 1916 in Krivá; † 31. Juli 1955 in Trnava) war eine slowakische Ordensschwester der Gemeinschaft der Barmherzigen Schwestern vom heiligen Kreuz und ein Opfer der stalinistischen Verfolgung der katholischen Kirche in der Tschechoslowakei. Sie wird in der katholischen Kirche als Märtyrin verehrt, ihr Gedenktag ist der 30. Juli.

## Leben

### Ausbildung und Ordensleben
Cecília Schelingová wurde als zehntes Kind ihrer Eltern geboren – das älteste Kind stammte aus einer ersten Ehe des Vaters der als Witwer wieder heiratete – und wuchs in einer gläubigen Atmosphäre auf. Als die Barmherzigen Schwestern vom heiligen Kreuz 1929 nach Krivá kamen, erlebte sie ihre Berufung zum Ordensleben. 1931, mit 15 Jahren, bat sie um Aufnahme in die Gemeinschaft. Vor dem Eintritt ins Noviziat 1936 besuchte sie eine Krankenpflegeschule und erhielt eine Zusatzausbildung in Radiologie. Am 30. Januar 1937 legte sie die ersten Gelübde ab und erhielt den Ordensnamen Zdenka.
Von 1937 bis 1940 arbeitete sie in einem staatlichen Krankenhaus in Bratislava in der inneren Abteilung, danach in Humenné in der Ostslowakei und ab 1942 wieder in Bratislava als Röntgenlaborantin.
Nach dem Zeugnis ihrer Mitschwestern lebte sie beständig in der Gegenwart Gottes und in liebevoller Hingabe für alle, die ihr begegneten, besonders für die Kranken.

### Martyrium
Nach dem Ende des Zweiten Weltkriegs und der Etablierung eines kommunistischen Regimes nach sowjetischem Vorbild wurde die katholische Kirche in der Tschechoslowakei systematisch entrechtet und unterdrückt. Jeder Widerstand wurde mit schweren Strafen geahndet.
Anfang 1952 kamen einige inhaftierte Priester zur Behandlung ins Bratislavaer Krankenhaus. Schwester Zdenka erfuhr, dass einer von ihnen wegen angeblicher Spionage für den Vatikan zur Deportation in einen sibirischen Gulag vorgesehen war. Sie mischte dem Aufseher ein Schlafmittel in den Tee und half dem Priester zu fliehen. Danach ging sie in die Kapelle und betete: „Jesus, ich biete mein Leben für seines an; rette ihn!“
Wenige Tage später, am 29. Februar 1952, wollte sie drei weiteren Priestern und drei Seminaristen zur Flucht verhelfen. Der Plan scheiterte jedoch. Sie wurde von der Staatssicherheit festgenommen und monatelang verhört, gedemütigt und gefoltert. Am 17. Juni 1952 wurde sie wegen Hochverrats zu zwölf Jahren Gefängnis sowie zehn Jahren Entzug der Bürgerrechte verurteilt.
Nach der Untersuchungshaft in Bratislava kam sie ins Gefängnis von Rimavská Sobota, dann nach Pardubice, nach Brünn und schließlich in das Gefängniskrankenhaus in Pankrác bei Prag. Haft und Folter hatten ihren Körper so schwer geschädigt, dass sie im April 1955 aus der Haft entlassen wurde. Durch Vermittlung eines Freundes wurde sie im Krankenhaus von Trnava aufgenommen. Dort konnte sie, erstmals nach den Jahren der Haft, wieder die Sakramente empfangen. Sie starb am 31. Juli 1955.

## Verehrung
Bereits 1970 wurde das Urteil gegen Zdenka Schelingová von einem Gericht in Bratislava postum aufgehoben und für grundlos und nichtig erklärt. 1979 wurden ihre sterblichen Überreste vom Friedhof in Trnava auf den Klosterfriedhof in Podunajské Biskupice gebracht.
Nach nur dreijährigem Verfahren wurde Schwester Zdenka Schelingová am 14. September 2003 durch Papst Johannes Paul II. während seines Besuchs der Slowakei seliggesprochen. Ihre sterblichen Überreste wurden feierlich in die Klosterkirche von Podunajské Biskupice übertragen. Reliquien von ihr werden heute an 34 Orten in der Slowakei verehrt, darunter in der neuen Kathedrale des slowakischen Militärordinariats St. Sebastian. In der Pfarrkirche ihres Geburtsorts Krivá wurde eine lebensgroße Statue der Seligen aufgestellt.